# Belgische kampioenschappen indoor atletiek 1998
In 1998 werden de Belgische kampioenschappen indoor atletiek Alle Categorieën gehouden op zondag 1 februari in Gent. 

## Uitslagen

### 60 m
| rang   | atleet          | prestatie |
| ------ | --------------- | --------- |
| Goud   | Erik Wijmeersch | 6,77 s    |
| Zilver | Nathan Bongelo  | 6,81 s    |
| Brons  | Spencer Hermans | 6,96 s    |

| rang   | atlete            | prestatie |
| ------ | ----------------- | --------- |
| Goud   | Katleen De Caluwé | 7,48 s    |
| Zilver | Nancy Callaerts   | 7,59 s    |
| Brons  | Sandrine Hennart  | 7,72 s    |

### 200 m
| rang   | atleet        | prestatie |
| ------ | ------------- | --------- |
| Goud   | Olivier Ernst | 21,32 s   |
| Zilver | Bjorn Verbeke | 21,80 s   |
| Brons  | Filip Faems   | 22,36 s   |

| rang   | atlete          | prestatie |
| ------ | --------------- | --------- |
| Goud   | Ellen De Meyere | 24,09 s   |
| Zilver | Elke Bogemans   | 24,37 s   |
| Brons  | Ann Mercken     | 24,89 s   |

### 400 m
| rang   | atleet             | prestatie |
| ------ | ------------------ | --------- |
| Goud   | Kjell Provost      | 46,98 s   |
| Zilver | Olivier Melchior   | 48,14 s   |
| Brons  | Olivier Strypstein | 48,98 s   |

| rang   | atlete           | prestatie |
| ------ | ---------------- | --------- |
| Goud   | Katrien Maenhout | 54,13 s   |
| Zilver | Liesbet Vandille | 57,27 s   |
| Brons  | Anneke Matthys   | 57,49 s   |

### 800 m
| rang   | atleet       | prestatie |
| ------ | ------------ | --------- |
| Goud   | Nathan Kahan | 1.48,09   |
| Zilver | Tom Omey     | 1.48,20   |
| Brons  | Tim Rogge    | 1.48,62   |

| rang   | atlete          | prestatie |
| ------ | --------------- | --------- |
| Goud   | Sandra Stals    | 2.02,52   |
| Zilver | Ludivine Michel | 2.08,51   |
| Brons  | Vera Meuris     | 2.11,54   |

### 1500 m
| rang   | atleet                | prestatie |
| ------ | --------------------- | --------- |
| Goud   | Luc Bernaert          | 3.45,63   |
| Zilver | Wouter Van den Broeck | 3.45,68   |
| Brons  | Tim Anseeuw           | 3.48,00   |

| rang   | atlete          | prestatie |
| ------ | --------------- | --------- |
| Goud   | Tinneke Boonen  | 4.24,27   |
| Zilver | Els Van Coillie | 4.30,33   |
| Brons  | Kim Offergeld   | 4.33,20   |

### 3000 m
| rang   | atleet          | prestatie |
| ------ | --------------- | --------- |
| Goud   | Gino Van Geyte  | 8.17,57   |
| Zilver | Bart Veugelen   | 8.18,49   |
| Brons  | Tom Compernolle | 8.20,55   |

### 60 m horden
| rang   | atleet           | prestatie |
| ------ | ---------------- | --------- |
| Goud   | Jonathan N'Senga | 7,72 s    |
| Zilver | Sven Pieters     | 7,86 s    |
| Brons  | Frank Asselman   | 7,96 s    |

| rang   | atlete              | prestatie |
| ------ | ------------------- | --------- |
| Goud   | Maryline Troonen    | 8,39 s    |
| Zilver | Nadine Grouwels     | 8,53 s    |
| Brons  | Annelies De Meester | 8,69 s    |

### Verspringen
| rang   | atleet        | prestatie |
| ------ | ------------- | --------- |
| Goud   | David Branle  | 7,56 m    |
| Zilver | Erik Nys      | 7,46 m    |
| Brons  | Gert Messiaen | 7,46 m    |

| rang   | atlete              | prestatie |
| ------ | ------------------- | --------- |
| Goud   | Annelies De Meester | 5,80 m    |
| Zilver | Marjorie Debrunfaut | 5,74 m    |
| Brons  | Sandrine Hennart    | 5,73 m    |

### Hink-stap-springen
| rang   | atleet         | prestatie |
| ------ | -------------- | --------- |
| Goud   | Djeke Mambo    | 15,98 m   |
| Zilver | Patrick Muteba | 15,09 m   |
| Brons  | Michael Velter | 15,08 m   |

| rang   | atlete         | prestatie |
| ------ | -------------- | --------- |
| Goud   | Jenny Jacobs   | 12,42 m   |
| Zilver | Sandra Swennen | 12,20 m   |
| Brons  | Lotte Bossuyt  | 12,12 m   |

### Hoogspringen
| rang   | atleet           | prestatie |
| ------ | ---------------- | --------- |
| Goud   | Patrick De Paepe | 2,10 m    |
| Zilver | Xavier Matthieu  | 1,98 m    |
| Brons  | Alan De Naeyer   | 1,98 m    |

| rang   | atlete             | prestatie |
| ------ | ------------------ | --------- |
| Goud   | Natalja Jonckheere | 1,84 m    |
| Zilver | Joke Vissers       | 1,71 m    |
| Brons  |                    |           |

### Polsstokhoogspringen
| rang   | atleet         | prestatie |
| ------ | -------------- | --------- |
| Goud   | Peter Moreels  | 5,10 m    |
| Zilver | Wesley Rombaut | 5,00 m    |
| Brons  | Thibaut Duval  | 4,80 m    |

| rang   | atlete                 | prestatie |
| ------ | ---------------------- | --------- |
| Goud   | Liesbeth Van Roie      | 3,80 m    |
| Zilver | Karen Pollefeyt        | 3,45 m    |
| Brons  | Sandrine Clinckemaille | 3,45 m    |

### Kogelstoten
| rang   | atleet          | prestatie |
| ------ | --------------- | --------- |
| Goud   | Wim Blondeel    | 17,15 m   |
| Zilver | Jordy Beernaert | 15,74 m   |
| Brons  | Steve Bal       | 15,59 m   |

| rang   | atlete             | prestatie |
| ------ | ------------------ | --------- |
| Goud   | Greet Meulemeester | 16,07 m   |
| Zilver | Veerle Blondeel    | 14,95 m   |
| Brons  | Mieke Van Thuyne   | 13,67 m   |

1985 ·
1986 ·
1987 ·
1988 ·
1989 ·
1990 ·
1991 ·
1992 ·
1993 .
1994 ·
1995 .
1996 ·
1997 ·
1998 .
1999 ·
2000 .
2001 · 
2002 · 
2003 · 
2004 · 
2005 · 
2006 · 
2007 · 
2008 · 
2009 · 
2010 · 
2011 · 
2012 · 
2013 · 
2014 ·
2015 ·
2016 ·
2017 ·
2018 ·
2019 ·
2020 ·
2021 ·
2022 ·
2023 ·
2024 ·
2025